# دوزخ‌دره (دیواندره)
دوزخدره، روستایی از توابع بخش سارال شهرستان دیواندره در استان کردستان ایران است.

## جمعیت
این روستا در دهستان سارال قرار دارد و براساس سرشماری مرکز آمار ایران در سال ۱۳۸۵، جمعیت آن ۲۹۵ نفر (۴۷ خانوار) بوده است.